# St-Yves (Huelgoat)

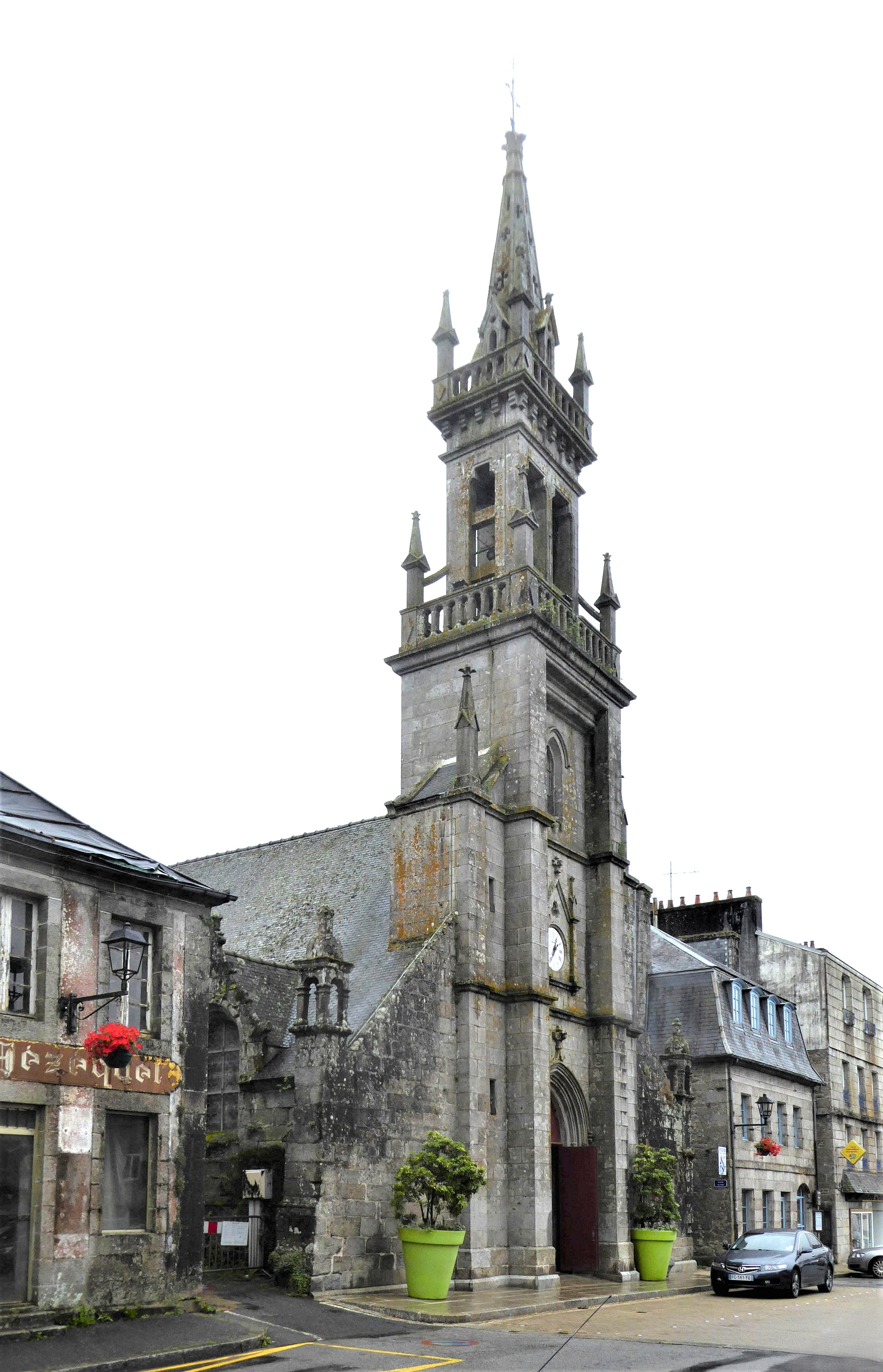
Kirche St-Yves

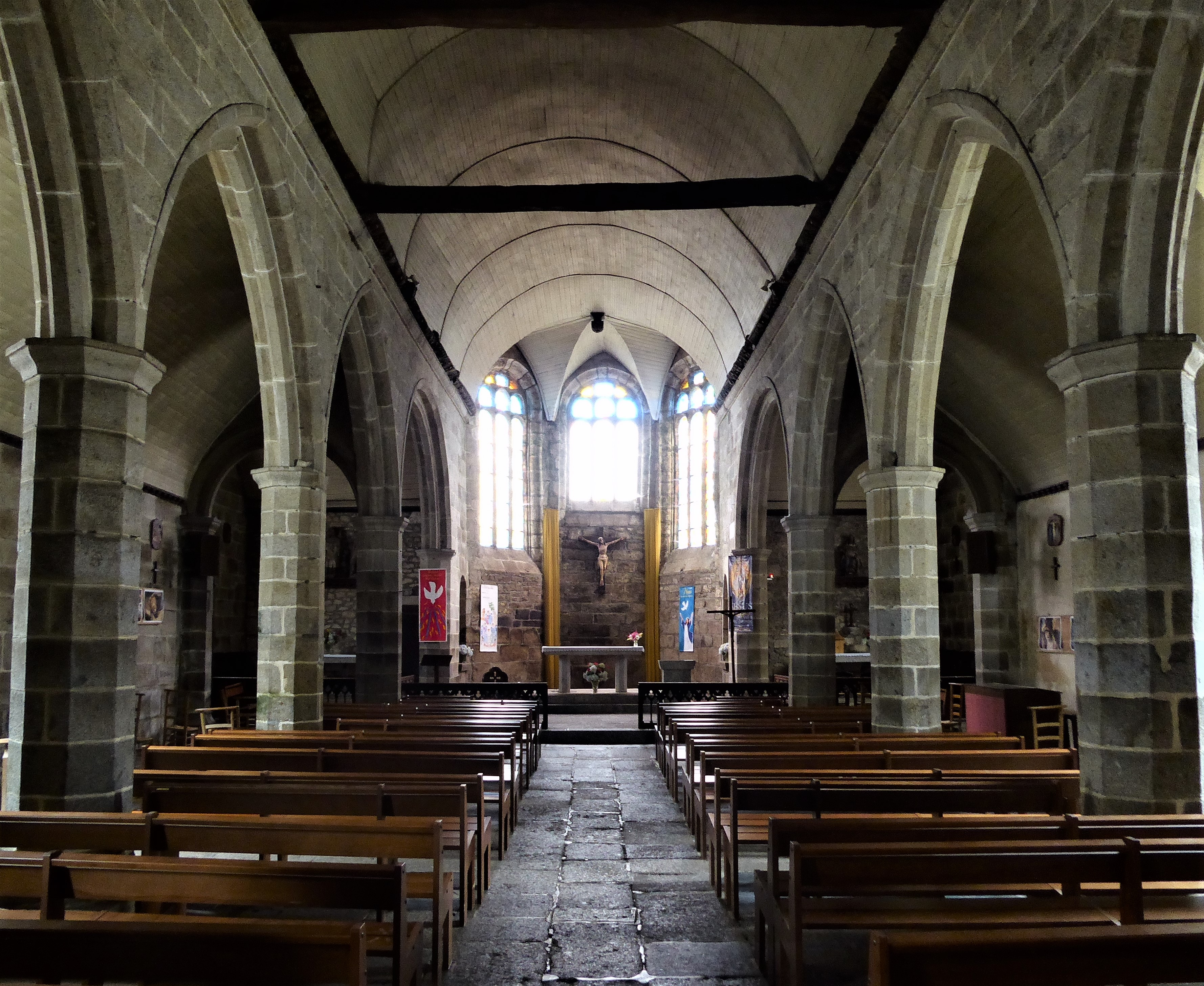
Inneres nach Osten

St-Yves ist eine römisch-katholische Kirche in Huelgoat in der Bretagne. Die Kirche ist seit 1926 als Monument historique eingestuft.

## Geschichte
Die zu Ehren des bretonischen Heiligen Ivo Hélory geweihte dreischiffige Kirche auf kreuzförmigem Grundriss geht im Kern auf ein Bauwerk im Stil der Flamboyantgotik zurück. Die Wände der Seitenschiffe stammen von diesem Bau aus der ersten Hälfte des 16. Jahrhunderts, der wohl im Osten einen geraden Chorschluss hatte. Die Nord- und Südportale im Renaissancestil wurden wahrscheinlich in der Mitte oder im dritten Viertel des 16. Jahrhunderts in die älteren Wände durchbrochen und eingefügt. Zwischen Ende des 16. und Ende des 17. Jahrhunderts fand eine Erweiterung des Gotteshauses statt. Die neue Apsis entstand zwischen 1591 und 1603, der Ausbau des Langhauses 1698. 1818 wurde die Kirche durch Blitzschlag schwer beschädigt und bis 1853 weitgehend neu aufgebaut, dabei die Arkaden des Langhauses unter Wiederverwendung älterer Teile. Das 1851 vom Architekten Joseph Bigot vorgeschlagene Projekt zum Bau einer Sakristei sowie der Verlängerung des Chorraumes wurde nicht umgesetzt. Die heutige Sakristei stammt wahrscheinlich aus der zweiten Hälfte des 19. Jahrhunderts. Im Jahr 1871 wurde die neue Westfassade mit Turm nach einem Entwurf von Jules Boyer aus Morlaix angefügt.